# Ètica de les virtuts

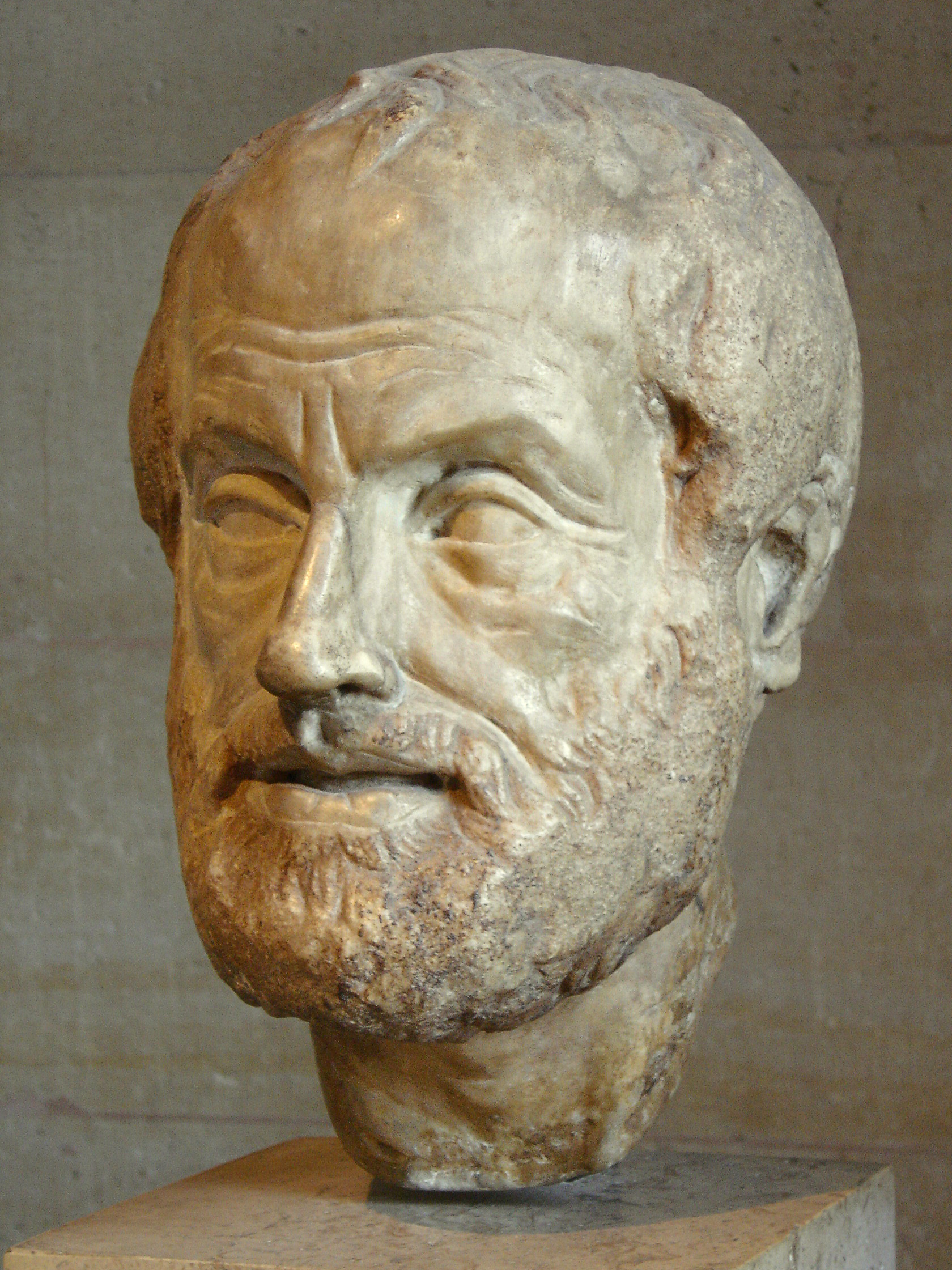
Aristòtil

L'ètica de les virtuts descriu el caràcter d'un agent moral com a força motriu per al comportament ètic, en lloc de regles (deontologia) o conseqüencialisme, que es deriva com a correcte o incorrecte del resultat de l'acte en si mateix. Per exemple, un conseqüencialista pot argumentar que mentir és dolent a causa de les conseqüències negatives produïdes per la mentida, a través d'un conseqüencialista es podrà permetre que determinades conseqüències previsibles podrien fer acceptable mentir. Un deontològic podria argumentar que la mentida sempre és dolenta, independentment de qualsevol possible "bé" que podria venir de la mentida. Un expert en ètica de la virtut, però, se centra menys en la mentida en un cas particular, i en lloc de considerar la decisió de dir una mentida o no dir una mentida analitza el caràcter i la conducta moral. Com a tal, la mentida es faria en una base cas per cas, que es basa en factors com ara el benefici personal, el benefici del grup, i les intencions (pel que fa a si són bones o dolentes).
Encara que la preocupació per la virtut apareix en diverses tradicions filosòfiques, en la Filosofia Occidental, la virtut és present en l'obra de Plató i Aristòtil, i encara avui en dia els conceptes clau de la tradició es deriven de l'antiga filosofia grega. Aquests conceptes inclouen areté (excel·lència o virtut), phronesis (saviesa pràctica o moral), i eudaimonia (felicitat). A Occident l'ètica de la virtut va ser l'enfocament predominant de pensament ètic en els períodes antic i medieval. La tradició de l'ètica de les virtuts va ser oblidada durant el període modern, quan l'aristotelisme va caure en desgràcia. La teoria de la virtut va tornar a la prominència en el pensament filosòfic occidental al segle xx, i avui és un dels tres enfocaments dominants a les teories normatives (les altres dues deontologia (Kant) i el conseqüencialisme o teleològic, on podríem incloure l'Utilitarisme).

## Obres de referència
- Aristòtil (349 aC). Ètica a Nicòmac.
- MacIntyre, Alasdair (1981). After Virtue. A Study in Moral Theory.
- Mauri, Margarita (1992). Les virtuts en el pensament contemporani.
- Hursthouse, Rosalind (1999). On Virtue Ethics.
- Sánchez Cuesta, Manuel (2001). La ética de los griegos.
- Arpaly, Nomy (2003). Unprincipled Virtue. An Inquiry into Moral Agency